# Mr.Children「GIFT for you」
『Mr.Children「GIFT for you」』（ミスター・チルドレン ギフト・フォー・ユー）は、2022年12月30日に公開された日本のバンド・Mr.Childrenのライブ・ドキュメンタリー映画。

## 概要
Mr.Childrenにとって前作『Mr.Children REFLECTION』以来約7年10か月ぶりとなる映画。2007年よりMr.Childrenのステージ演出映像やライブ映像を担当してきた稲垣哲朗が監督を務め、同年に開催されたバンドのメジャー・デビュー30周年を記念したドーム・スタジアムツアー『Mr.Children 30th Anniversary Tour 半世紀へのエントランス』のライブ映像や舞台裏映像、バンドの関係者やファンへのインタビュー映像などで構成されている。
本映画は、稲垣が「Mr.Childrenと彼らを愛するファンとが繋がる映画を作れないか」と、自身がバンドとともに歩んできた記憶、思い、感謝を込めて制作した作品。2022年9月23日から10月7日までの期間でファンとMr.Childrenとのエピソードを募集した企画「GIFT for you」に寄せられた数千件のエピソードを元に取材した際の映像、音声が中心となっており、後に企画名をそのまま映画のタイトルにすることを決めたという。本作について、稲垣は「『GIFT』の中にある『僕の方こそありがとう』という歌詞。これは誰から誰に向けた言葉なのか、その「ありがとう」に込められた物語（モノローグ）を1本1本花束のように重ねていった贈り物がこの『GIFT for you』という映像作品です」「Mr.Childrenが30年間傾けてきた音楽への情熱、そしてその音楽と共に生き、愛し、愛した人々、全ての方の愛情と感謝を束ねて、この花束を贈ります」とコメントしている。
本作のビジュアルは森本千絵が手がけた。
本作公開発表と同時に、ライブ・ビデオ『Mr.Children 30th Anniversary Tour 半世紀へのエントランス』の発売が発表された。本映画で使用されているライブ映像は、同作品に収録されているメジャー・デビュー30周年記念日となる2022年5月10日に行なわれた東京ドーム公演と、ツアー最終日となる6月19日に行なわれた大阪・ヤンマースタジアム長居公演の映像となっている。
2023年3月31日、全映画館での公開が終了。

## セットリスト
1. 終わりなき旅
  - ヤンマースタジアム長居公演の映像。
2. Brand new planet
  - 東京ドーム公演の映像。
3. innocent world
  - 東京ドーム公演の映像。
4. Any
  - 東京ドーム公演の映像。
5. 彩り
  - ヤンマースタジアム長居公演の映像。
6. Documentary film
  - ヤンマースタジアム長居公演の映像。
7. エソラ
  - ヤンマースタジアム長居公演の映像。
8. 〈MC〉
  - 東京ドーム公演の映像。
9. Your Song
  - 東京ドーム公演の映像。
10. 〈MC〉
  - ヤンマースタジアム長居公演の映像。
11. GIFT
  - ヤンマースタジアム長居公演の映像。
12. 〈MC〉
  - ヤンマースタジアム長居公演の映像。
13. 生きろ
  - ヤンマースタジアム長居公演の映像。
14. 君と重ねたモノローグ
  - 撮り下ろし映像。撮影は日産スタジアムで行なわれ[3]、音源も新たにレコーディングされたものとなっている[6]。稲垣哲朗は、映画の構成を考えていた当初から本楽曲が主軸となると思っていたといい、「今作は、ファンの方の目線が中心となる映画だけど（中略）ミスチル側から歌としてお互いの気持ちをまとめる音を最後に届けて、ここからまた一緒に歩いて行こうという決意表明のような曲の位置付け」と語っている[3]。本映像は、2023年に発売されたライブ・ビデオ『Mr.Children 30th Anniversary Tour 半世紀へのエントランス』の『Mr.Children 30th Anniversary Tour 半世紀へのエントランス - 2022.6.19 YANMAR STADIUM NAGAI - 完全版』のエンドクレジット後にも収録されている。